# Anastasia Dobromyslova
Anastasia Petrovna Dobromyslova-Martin (Russisch: Анастасия Петровна Добромыслова-Мартин) (Kalinin, 26 september 1984) is een professioneel Russisch dartsspeelster. Ze begon op haar elfde met darts en werd zesmaal Russisch kampioene. Zelf verklaarde zij dat dit gemakkelijk was, omdat bijna niemand in Rusland darts speelde. In 2007 kwalificeerde Dobromyslova zich voor het eerst voor het BDO World Darts Championship en haalde toen de halve finale, waarin zij verloor van destijds zesvoudig BDO-wereldkampioene Trina Gulliver. In 2008 won Dobromyslova het toernooi wel door in de finale van diezelfde Trina Gulliver met 2–0 in sets te winnen. Dobromyslova werd daardoor de eerste en tot nu toe enige Russisch wereldkampioene darts. Zij won de wereldtitel opnieuw in 2012 en 2013. Daarnaast won Dobromyslova in 2014 de WDF Europe Cup.

## Dartscarrière
In 2001 en 2002 wint ze de WDF Europe Youth Cup. 2004 was het jaar waarin het grote publiek voor het eerst kennis maakte met Anastasia Dobromyslova. Ze maakte haar debuut op de Bavaria World Darts Trophy (dankzij een wild-card) en moest in de eerste ronde gelijk tegen de wereldkampioen en nummer één van de wereld; Trina Gulliver. Iedereen verwachtte een eenvoudige 2-0-overwinning van Gulliver, maar het was Dobromyslova die er met de 2-0 (3-2, 3-1) overwinning vandoor ging. Ze begon de partij met een 180 en pakte de eerste leg in 11 darts. Uiteindelijk won ze de partij met een gemiddelde van 29.88 per dart. Dit tot grote verrassing van het publiek, maar een iets minder grote verrassing voor Gulliver, ze had immers ook al tegen Dobromyslova gespeeld op de Open Finland een paar maanden ervoor en verloor toen ook met 2-0. In de tweede ronde speelde Dobromyslova tegen nog een oud-WDT kampioene; Mieke de Boer. Ze won wederom met 2-0 (3-1, 3-0) en haalde een gemiddelde van 26.11 per dart. In de finale speelde ze echter tegen een zeer sterk spelende Francis Hoenselaar, en verloor ze met 3-1 (3-0, 2-3, 3-0, 3-2) in het voordeel van Hoenselaar.
In 2005 nam Dobromyslova deel aan de Dutch Open. Ze genoot zichtbaar van alle aandacht. Dankzij haar ijzersterke spel had het Nederlandse publiek al snel partij gekozen, ze werd nagefloten en toegejuicht. In de finale klopte ze Clare Bywaters en schreef zo de Dutch Open 2005 op haar naam. Later dat jaar verhuisde Dobromyslova, samen met vriendin Inita Bite, naar Nederland, omdat ze een carrière als professioneel dartster op wilde bouwen.
In 2006 won Dobromyslova de British Classic en de Scottish Open; beide toernooien werden niet op TV uitgezonden.
2007 was het jaar waarin Dobromyslova debuteerde op de Lakeside, het wereldkampioenschap darts. Ze was als vierde geplaatst en speelde in de eerste ronde tegen de Zweedse Carina Ekberg. Dobromyslova won vrij eenvoudig met 2-0 en ontmoette daarom de nummer één van de plaatsingslijst; Trina Gulliver, in de halve finale. Beiden speelden een goede partij, maar Gulliver was net iets beter op de dubbels waardoor zij de partij naar zich toe trok (Dobromyslova had in bijna elke leg een pijl voor de dubbel, maar miste deze vaak waardoor Gulliver de leg afpakte). In oktober werd Dobromyslova de allereerste Russische Wereldkampioen Darts (koppels) door in Nederland het WDF World Cup Pairs te winnen (samen met Irina Armstrong).
In 2008 werd Dobromyslova de allereerste Russische Wereldkampioen Darts (singles) door in de finale Trina Gulliver te verslaan met 2-0 (3-2, 3-0). Gulliver opende de partij met een 180 score en pakte daardoor de eerste leg. Dobromyslova pakte de tweede leg en zette daarmee de set weer gelijk. Gulliver behield vervolgens haar eigen leg om er 2-1 van te maken in de eerste set, maar daarna pakte Dobromyslova twee legs op rij en trok de eerste set naar zich toe. De eerste 2 legs van de 2e set werden eenvoudig gewonnen door Dobromyslova, in de 3e leg miste ze eerst 5 pijlen op een dubbel voordat ze eindelijk met haar 6e pijl de dubbel raakte en zich Wereldkampioen Darts mocht noemen. Ze won in de kwartfinale met 2-0 van Dee Bateman en met 2-0 (3-2, 3-0) en in de halve finale van Stephanie Smee met 2-0 (3-0, 3-0) en haalde een toernooigemiddelde van 26.32 per dart. Op 10 februari won Dobromyslova voor de tweede keer de Dutch Open, in de finale versloeg ze Carla Molema met 5-2. Op 17 februari pakte ze opnieuw de Scottish Open door in de finale Francis Hoenselaar te verslaan met 4-2.
Opmerkelijk was haar deelname aan de UK Open, een PDC Grand Slam toernooi. Na eenvoudig de kwalificatie rondes te hebben overleefd was Dobromyslova iets minder gelukkig met de loting voor het hoofdtoernooi. Ze trof de regerend Winmau World Masters kampioen Robert Thornton in de eerste ronde, een partij die ze uiteindelijk verloor met slechts 5-6.
In december liet Dobromyslova weten dat ze per direct de overstap maakte naar de PDC. Via een wildcard nam ze deel aan het PDC World Darts Championship 2009 op 19 december, waar ze de enige vrouw was op het toernooi. Ze verloor haar eerste partij met 5-3 van de Nederlander Remco van Eijden.
In 2009 boekte Dobromyslova haar eerste PDC zege. Ze won in de voorrondes van de Bobby Bourne Memorial Players Championship eenvoudig van Andy Relf met 6-1. Beide spelers begonnen nerveus, totdat Dobromyslova een 3-1-voorsprong pakte en daarna de wedstrijd rustig en overtuigend afmaakte. Dobromyslova werd in de tweede ronde uitgeschakeld door Stuart Dutton met 3-6, na in de eerste ronde nog met 6-3 van Kevin Raede te hebben gewonnen.
Op zondag 22 maart boekte Dobromyslova een 6-3-overwinning op voormalig Lakeside kampioen Steve Beaton in de eerste ronde van de UK Open South-East Regional Final. Dit is de allereerste keer dat een vrouwelijke speler een officieel duel wint van een voormalig mannelijk wereldkampioen. Twee weken eerder won Dobromyslova ook al van aankomend talent Kevin McDine in de eerste ronde van de PDPA Players Championship in Schotland.

## 2012
In 2012 won Dobromyslova opnieuw het WK Darts bij de BDO door in de finale Deta Hedman met 2-1 te verslaan. In december 2012 won Dobromyslova de Zuiderduin Masters door in de finale Aileen de Graaf met 2-1 te verslaan.

## 2013
Op 12 januari 2013 werd Dobromyslova voor de derde keer in haar loopbaan wereldkampioen. In de finale versloeg ze de Engelse Lisa Ashton met 2-1. In de halve finale had Dobromyslova afgerekend met rivaal Trina Gulliver.

## 2014
In januari 2014 werd Dobromyslova in de halve finales van de Lakeside uitgeschakeld door Lisa Ashton. In februari won Dobromyslova de allereerste editie van de BDO World Trophy door in de finale Lisa Ashton met 9-7 te kloppen. In september 2014 won Dobromyslova voor het eerst de WDF Europe Cup door in de finale haar rivaal Deta Hedman te verslaan met 7-5. In oktober won Dobromyslova haar allereerste Winmau World Masters titel. In de finale klopte ze de als achtste ingeschaalde Fallon Sherrock. De Winmau World Masters was haar enige nog ontbrekende grote BDO toernooi. In december pakte ze haar tweede Zuiderduin Masters titel door een 2-1 overwinning op Aileen de Graaf.

## 2016
In december 2016 won Dobromyslova, op dat moment zwanger, voor de derde keer de Finder Darts Masters (voorheen Zuiderduin Masters). Ze versloeg in de finale Aileen de Graaf met 2-1 in sets.

## Privé
Dobromyslova woont samen met haar man Tony Martin. Samen hebben ze een zoon.

## Prestatiestijdlijn
| Tournament             | 2002          | 2003          | 2004          | 2005          | 2006          | 2007          | 2008          | 2009          | 2010          | 2011          | 2012          | 2013          | 2014          | 2015          | 2016          | 2017          | 2018          | 2019          | 2020 |
| ---------------------- | ------------- | ------------- | ------------- | ------------- | ------------- | ------------- | ------------- | ------------- | ------------- | ------------- | ------------- | ------------- | ------------- | ------------- | ------------- | ------------- | ------------- | ------------- | ---- |
| BDO World Championship | Geen deelname | Geen deelname | Geen deelname | Geen deelname | Geen deelname | HF            | W             | Geen BDO-lid  | Geen BDO-lid  | GD            | W             | W             | HF            | HF            | 1R            | HF            | F             | HF            | KF   |
| BDO World Trophy       | Niet gehouden | Niet gehouden | Niet gehouden | Niet gehouden | Niet gehouden | Niet gehouden | Niet gehouden | Niet gehouden | Niet gehouden | Niet gehouden | Niet gehouden | Niet gehouden | W             | F             | HF            | F             | HF            | F             |      |
| World Darts Trophy     | Geen deelname | Geen deelname | F             | KF            | Niet gehouden | Niet gehouden | Niet gehouden | Niet gehouden | Niet gehouden | Niet gehouden | Niet gehouden | Niet gehouden | Niet gehouden | Niet gehouden | Niet gehouden | Niet gehouden | Niet gehouden | Niet gehouden |      |
| Winmau World Masters   | GD            | 1R            | 1R            | 4R            | KF            | 2R            | F             | Geen BDO-lid  | Geen BDO-lid  | GD            | 2R            | 1R            | W             | KF            | KF            | KF            | HF            | F             |      |
| Finder Darts Masters   | Niet gehouden | Niet gehouden | Niet gehouden | Niet gehouden | Niet gehouden | Niet gehouden | Geen BDO-lid  | Geen BDO-lid  | Geen BDO-lid  | RR            | W             | F             | W             | F             | W             | RR            | GD            |               |      |
| WDF World Cup          | NG            | KF            | NG            | GD            | NG            | 2R            | NG            | Geen BDO-lid  | Geen BDO-lid  | GD            | NG            | GD            | NG            | GD            | NG            | HF            | NG            |               |      |
| WDF Europe Cup         | HF            | NG            | 2R            | NG            | 1R            | NG            | Geen BDO-lid  | Geen BDO-lid  | Geen BDO-lid  | NG            | GD            | NG            | W             | NG            | GD            | NG            | GD            | NG            |      |
| PDC World Championship | Geen PDC-lid  | Geen PDC-lid  | Geen PDC-lid  | Geen PDC-lid  | Geen PDC-lid  | Geen PDC-lid  | Geen PDC-lid  | WR            | GD            | GD            | Geen PDC-lid  | Geen PDC-lid  | Geen PDC-lid  | Geen PDC-lid  | Geen PDC-lid  | Geen PDC-lid  | Geen PDC-lid  | 1R            |      |
| UK Open                | Geen PDC-lid  | Geen PDC-lid  | Geen PDC-lid  | Geen PDC-lid  | Geen PDC-lid  | Geen PDC-lid  | 1R            | 1R            | GD            | Geen PDC-lid  | Geen PDC-lid  | Geen PDC-lid  | Geen PDC-lid  | Geen PDC-lid  | Geen PDC-lid  | Geen PDC-lid  | Geen PDC-lid  | Geen PDC-lid  |      |
| Grand Slam of Darts    | Niet gehouden | Niet gehouden | Niet gehouden | Niet gehouden | Niet gehouden | GD            | RR            | RR            | RR            | GD            | GD            | GD            | GD            | GD            | GD            | GD            | GD            |               |      |

| Prestatietijdlijn legenda | Prestatietijdlijn legenda    | Prestatietijdlijn legenda | Prestatietijdlijn legenda                                                          | Prestatietijdlijn legenda | Prestatietijdlijn legenda  |
| ------------------------- | ---------------------------- | ------------------------- | ---------------------------------------------------------------------------------- | ------------------------- | -------------------------- |
| NG, GD                    | Niet gehouden, Geen deelname | #R                        | Verloor in een ronde voor de kwartfinales (WR = Wildcardronde, RR = "Round robin") | KF                        | Verloor in de kwartfinales |
| HF                        | Verloor in de halve finales  | F                         | Verloor in de finale                                                               | W                         | Won het toernooi           |

## Gespeelde finales World Professional Darts Championship
- 2008: Anastasia Dobromyslova - Trina Gulliver 2-0 (‘best of 3 sets’)
- 2012: Anastasia Dobromyslova - Deta Hedman 2-1 (‘best of 3 sets’)
- 2013: Anastasia Dobromyslova - Lisa Ashton 2-1 (‘best of 3 sets’)
- 2018: Anastasia Dobromyslova - Lisa Ashton 1-3 (‘best of 5 sets’)

## Resultaten op wereldkampioenschappen

### BDO
- 2007: Halve finale (verloren van Trina Gulliver met 0-2)
- 2008: Winnaar (gewonnen in de finale van Trina Gulliver met 2-0)
- 2012: Winnaar (gewonnen in de finale van Deta Hedman met 2-1)
- 2013: Winnaar (gewonnen in de finale van Lisa Ashton met 2-1)
- 2014: Halve finale (verloren van Lisa Ashton met 1-2)
- 2015: Halve finale (verloren van Fallon Sherrock met 1-2)
- 2016: Laatste 16 (verloren van Anca Zijlstra met 1-2)
- 2017: Halve finale (verloren van Corrine Hammond met 0-2)
- 2018: Runner-up (verloren van Lisa Ashton met 1-3)
- 2019: Halve finale (verloren van Lorraine Winstanley met 1-2)
- 2020: Kwartfinale (verloren van Mikuru Suzuki met 0-2)

### WDF

#### World Cup
- 2003: Kwartfinale (verloren van Francis Hoenselaar met 3-4)
- 2007: Laatste 64 (verloren van Jan Robbins met 0-4)
- 2017: Halve finale (verloren van Vicky Pruim met 4-6)

### PDC
- 2009: Voorronde (verloren van Remco van Eijden met 3-5)
- 2010 (vrouwen) : Halve finale (verloren van Stacy Bromberg met 3-4)
- 2019: Laatste 96 (verloren van Ryan Joyce met 0-3)

## Resultaten op de World Matchplay

### PDC Women’s
- 2024: Kwartfinale (verloren van Fallon Sherrock met 0-4)